# Phoradendron craspedophyllum
Phoradendron craspedophyllum är en sandelträdsväxtart som beskrevs av August Wilhelm Eichler. Phoradendron craspedophyllum ingår i släktet Phoradendron och familjen sandelträdsväxter. Inga underarter finns listade i Catalogue of Life.